# Czesław Trybowski
Czesław Trybowski (ur. 1909, zm. 1966) – działacz Oddziału Polskiego Towarzystwa Tatrzańskiego, założyciel koła, a następnie Oddział Oddziału Rabczańskiego Polskiego Towarzystwa Turystyczno-Krajoznawczego i jego wieloletni prezes. 

## Działalność
W latach 1936–1966 był kierownikiem stacji Meteorologicznej w Rabce. Współzałożyciel Grupy Rabczańskiej GOPR. Miłośnik Rabki, Beskidu Wyspowego i Gorców. Autor wielu publikacji o tych regionach: krajoznawczych, turystycznych, a w szczególności z dziedziny klimatologii i meteorologii - jako monografii klimatu Rabki. Przez wiele lat starał się o odbudowę schroniska na Starych Wierchach, któremu po odbudowie nadano jego imię.

## Publikacje
- Rabka i okolice oraz krótki przewodnik po Beskidzie Wyspowym i Gorcach, Kraków 1938
- Klimat a zdrojowiska, Lwów 1939
- Gorce i pasmo Lubania, Warszawa 1954

## Galeria

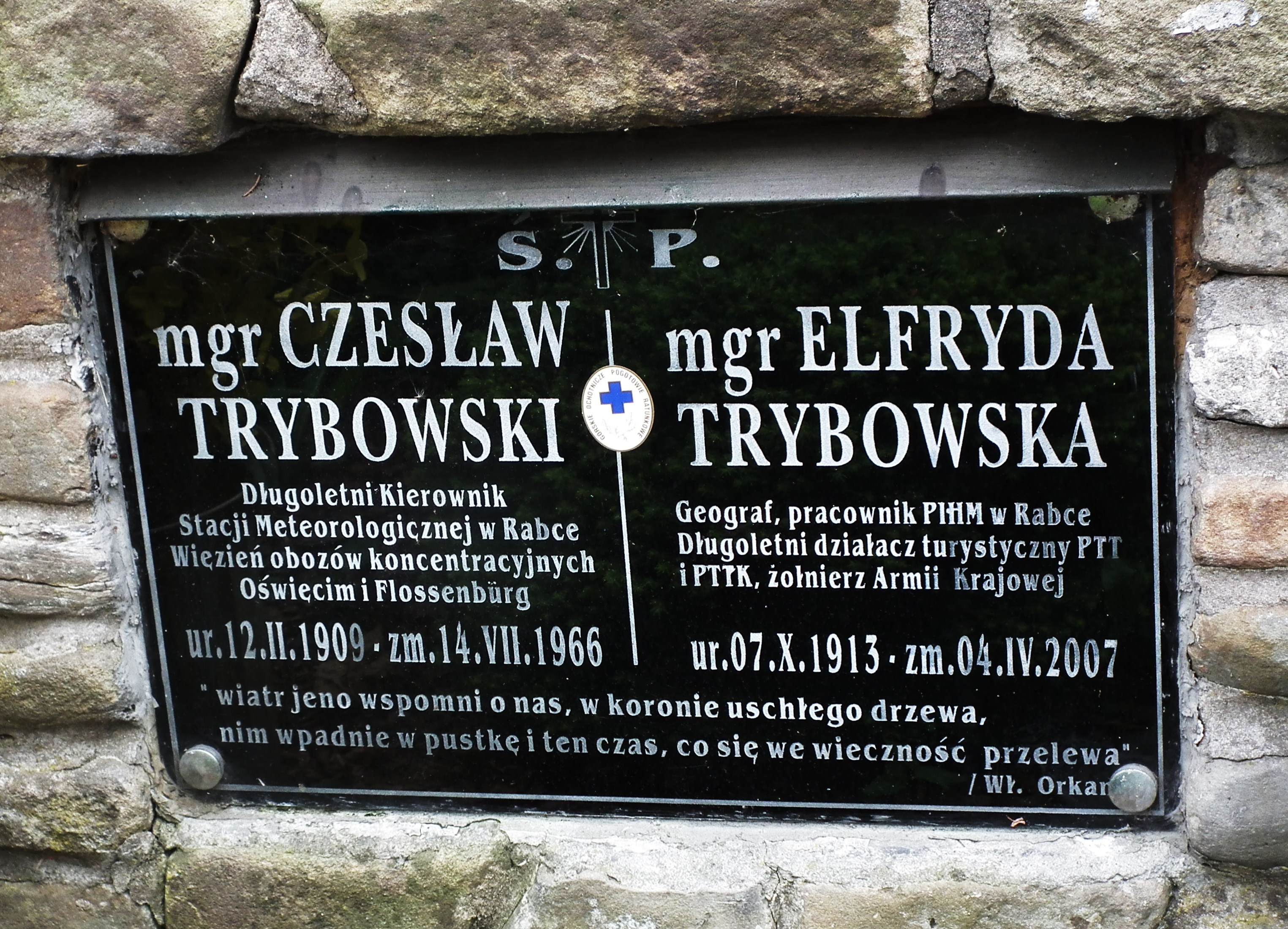
Grób na Starym Cmentarzu w Rabce
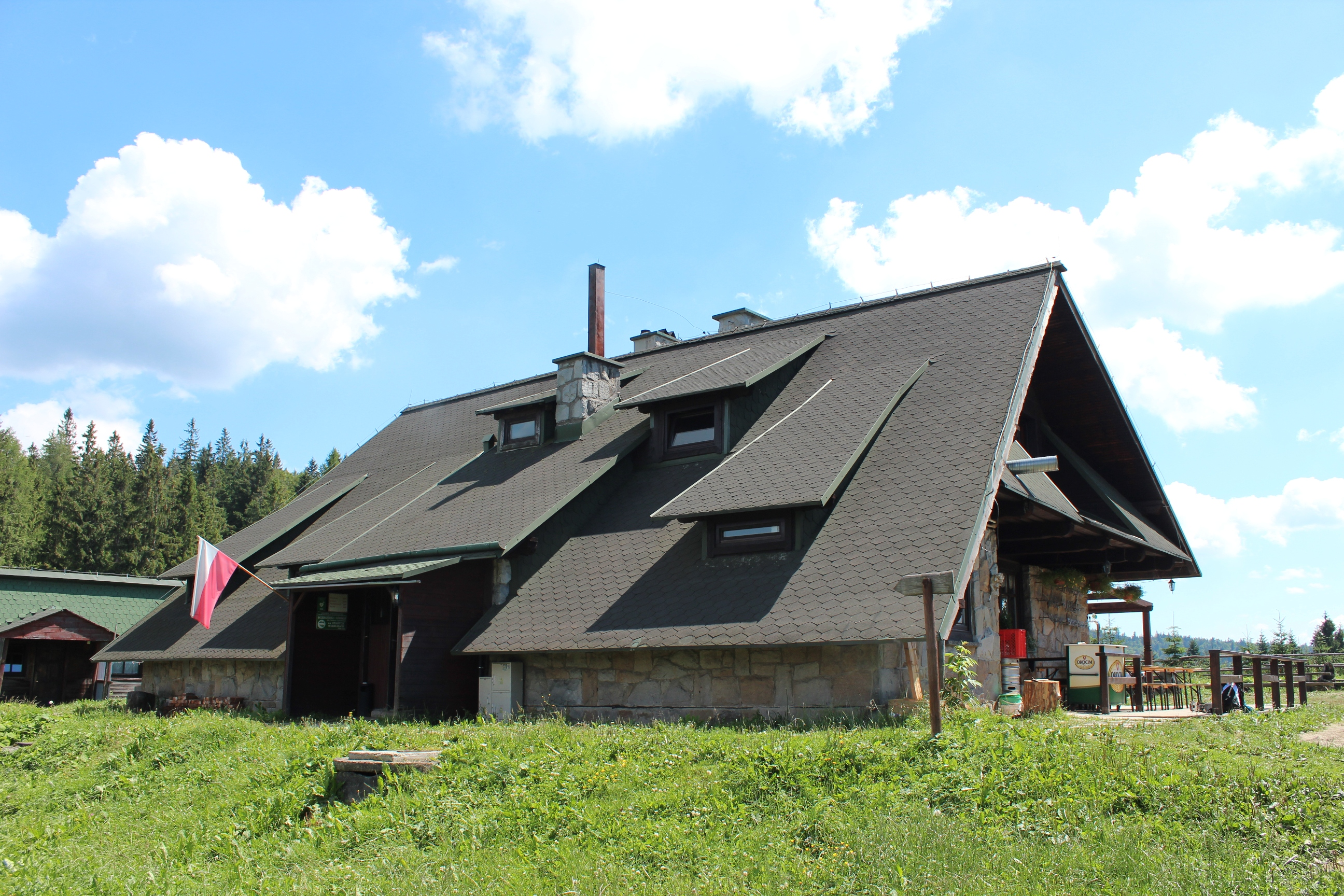
Schronisko PTTK na Starych Wierchach
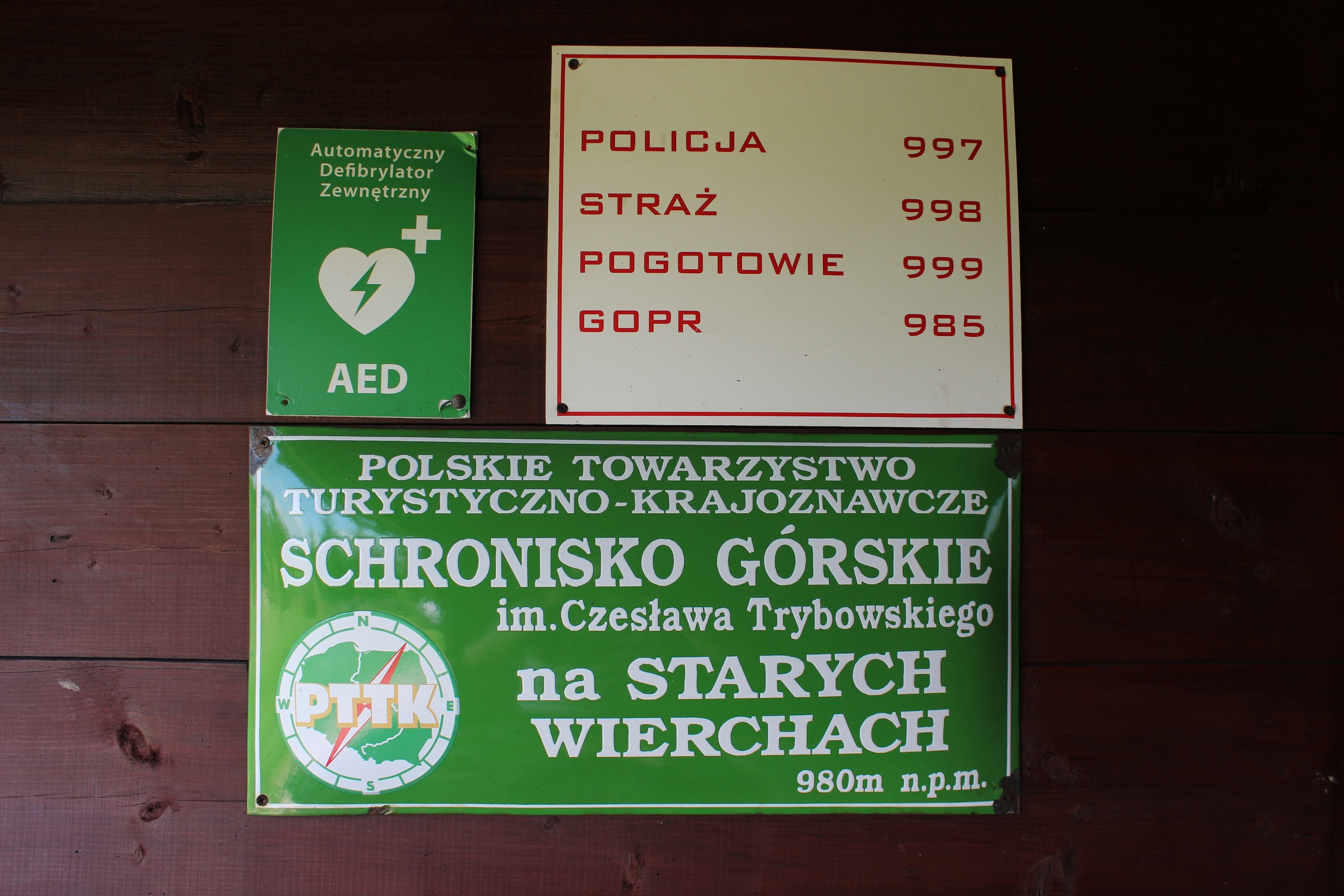
Tablica na budynku schroniska
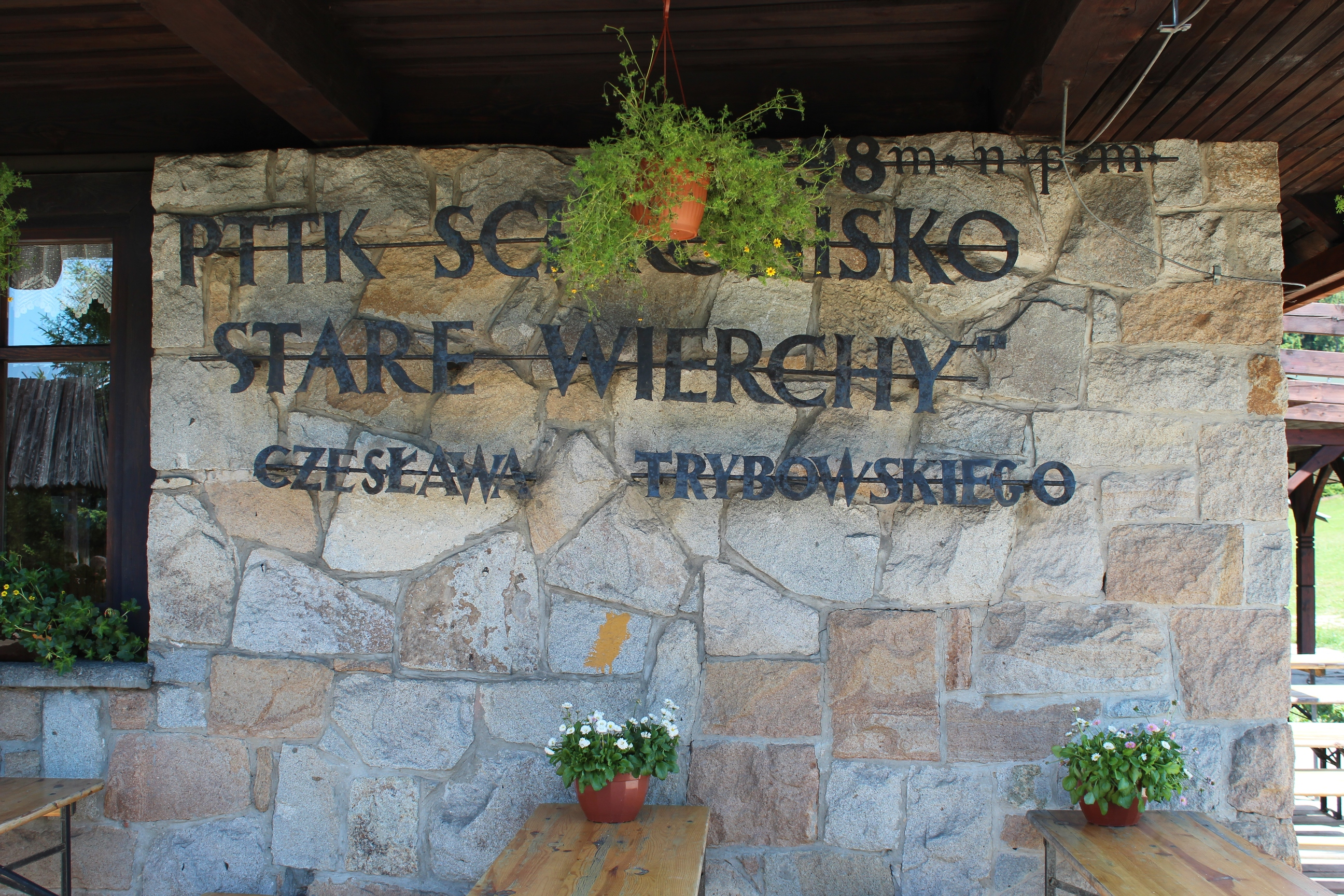
Napis na budynku schroniska
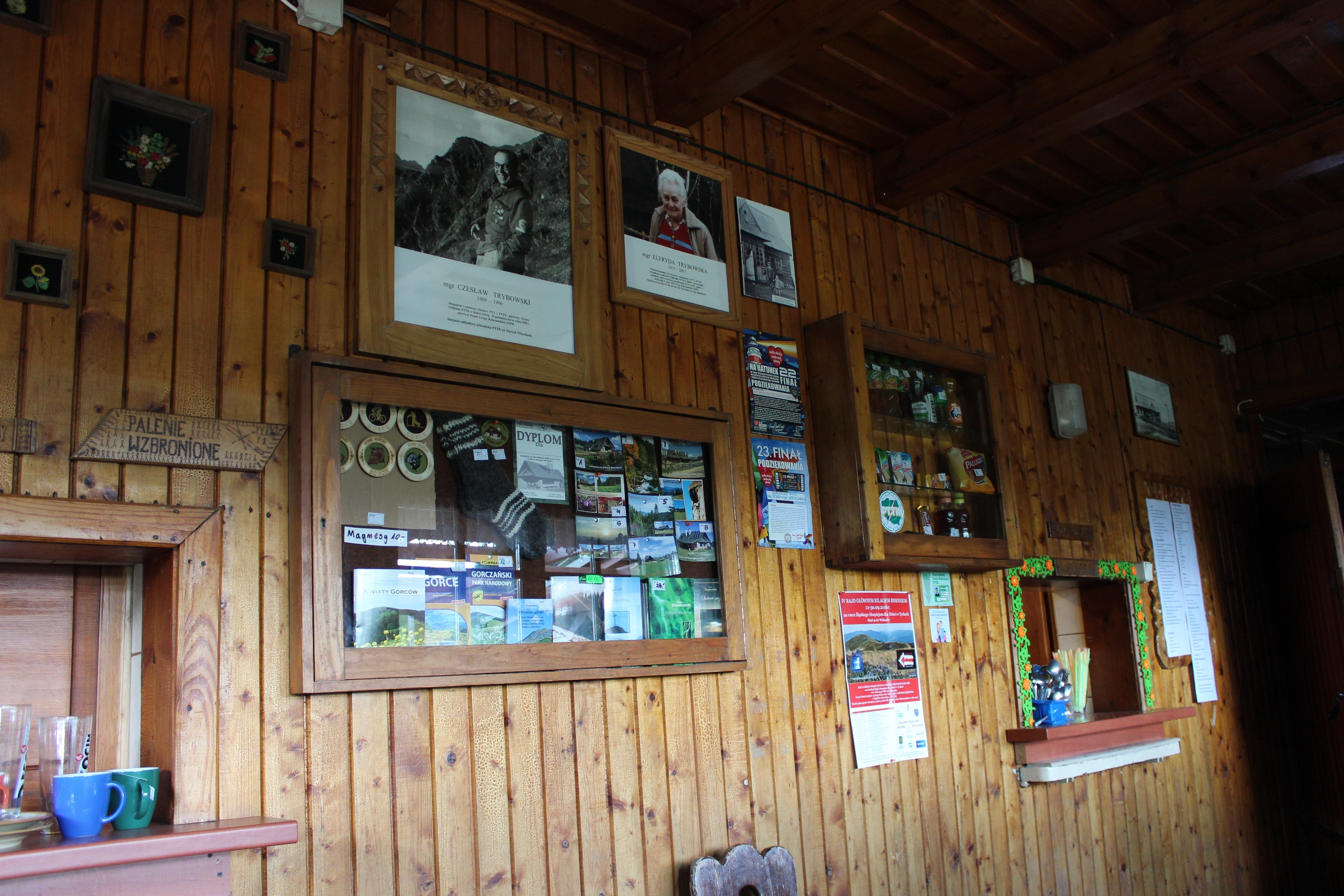
Zdjęcie Czesława Trybowskiego w schronisku